# Gnophos certhiatus
Gnophos certhiatus är en fjärilsart som beskrevs av Hans Zerny och Hans Rebel 1931. Gnophos certhiatus ingår i släktet Gnophos och familjen mätare. Inga underarter finns listade i Catalogue of Life.